# Moskvič 2140
Moskvič 2140 (rusky Москвич-2140) také známý jako Moskvič 1500 byl osobní automobil nižší střední třídy (v dobové terminologii střední objemové třídy), který vyráběla automobilka AZLK (Automobilový závod Leninského Komsomolu) v letech 1976 až 1988. Jednalo se v zásadě o Moskvič 412, který však prošel výraznou modernizací v oblastech brzdové soustavy, bezpečnostních prvků, karoserie a interiéru.

## Historie

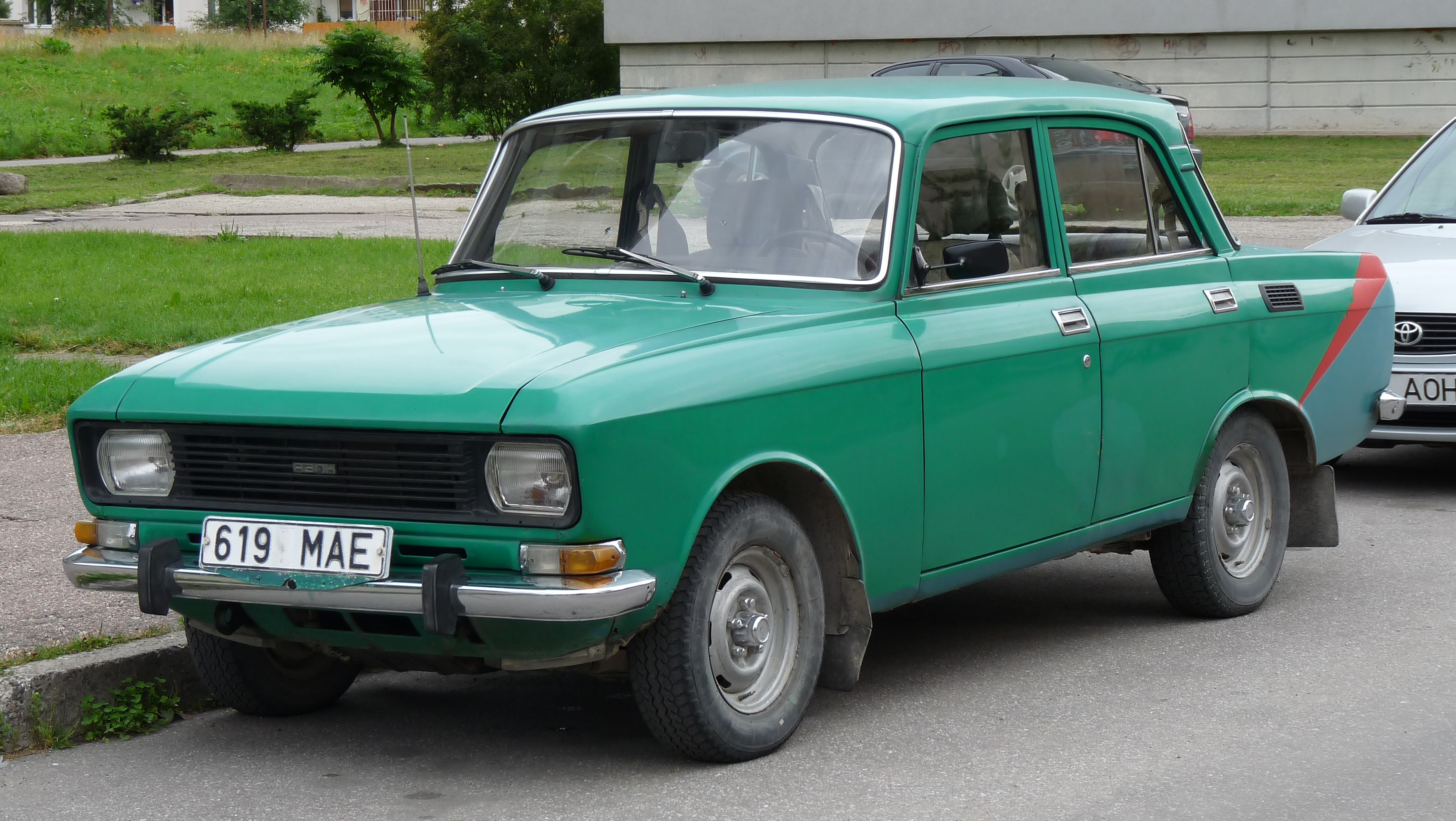
Moskvič 2140 (1982–1988)

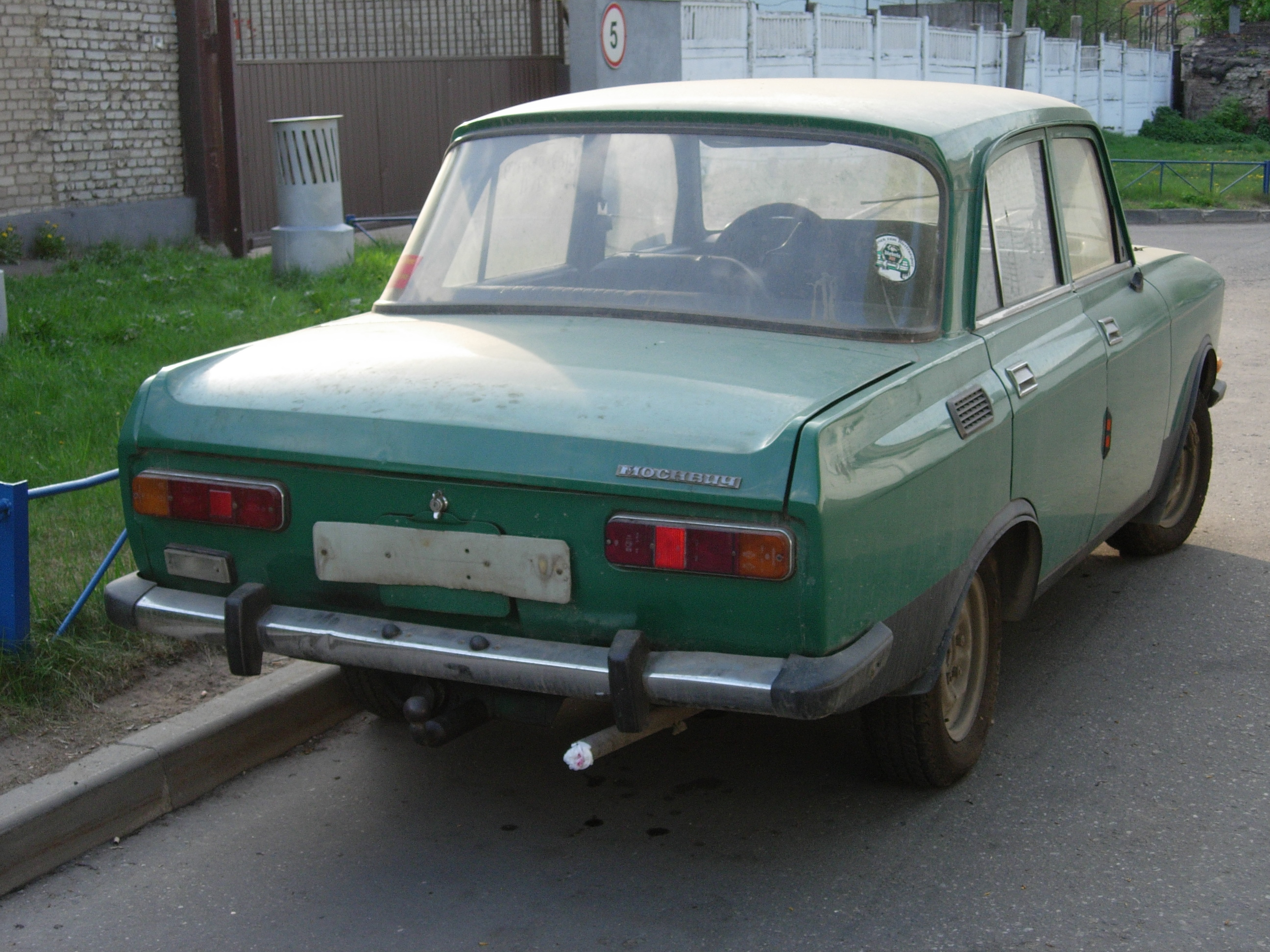
Moskvič 2140 (1982–1988), zadní část

Moskvič 412 po roce 1970 pomalu zastarával. Bylo třeba vyvinout nový model, a to s ohledem k možnosti vývozu do západní Evropy. Vznikly prototypy vozů Moskvič 3-5 a Moskvič S, ty se však do sériové výroby nikdy nedostaly. Vzhledem k centrálnímu plánování ekonomiky a snížení investic do automobilky Moskvič na úkor nové značky VAZ, bylo třeba aplikovat levnější řešení – modernizaci stávajícího modelu. Moskvič 412 měl moderní motor a samonosnou karoserii. Její vnější panely však bylo nutné v souladu s dobou zbavit oblin, ploutviček a přebytečného chromu. Taktéž interiér působil již dost spartánsky. Podvozek nestíhal silnému motoru a bubnové brzdy na všech kolech, které rychle uvadaly a byly těžko seřiditelné, již měly taktéž patřit minulosti.
Prototyp modelu 2140 byl hotov již v 1. pol. 70. let, ale politické zásahy odsunuly začátek sériové výroby až na prosinec 1975. Nový vůz Moskvič 2140 s motorem z Moskviče 412 se tak dostal k prvním zákazníkům v průběhu roku 1976. Na první pohled zaujal hranatější karosérií a optickým snížením celého pontonu, zapuštěnými klikami dveří a moderním interiérem. Zajímavostí byla dvoustupňová intenzita svitu brzdových světel a zadních ukazatelů směru v závislosti na zapnutém osvětlení. To mělo v noci zabraňovat oslnění vzadu jedoucích vozů. Novinkou byl spínač výstražných blikačů, elektrický ostřikovač okna, vyhřívání zadního okna, signalizace nezapnutých pásů na předních sedadlech, kontrolka správné funkce obou brzdových okruhů nebo stěrače a ostřikovače světlometů. Některé tyto prvky výbavy však byly dostupné jen pro exportní vozy. Pohodlná přední anatomická sedadla měla výškově nastavitelné opěrky hlav, zadní lavice se rozšířila. Nový byl volant se silným věncem, malým průměrem a měkčeným středem. Přístrojová deska také dostala nový tvar a kruhové přístroje. Zlepšeno bylo odhlučnění a odvětrávání interiéru.
Nejvýznamnější změnu v technice představovaly dvouokruhové brzdy s posilovačem, vpředu kotoučové, vzadu s omezovačem brzdné síly v závislosti na zatížení. Nové byly tlumiče a pneumatiky. V průběhu výroby se začal instalovat modernější karburátor a alternátor.
V roce 1980 proběhla další modernizace a vznikl ještě lépe vybavený model 2140SL, primárně určený pro export. Ten disponoval plastovými nárazníky, novými lampami, látkovými sedadly, navíjecími pásy a přepracovaným obložením. Změn v technice bylo tentokrát více – opět nový karburátor s uzavíráním nuceného volnoběhu, těžší stálý převod (3,91 místo 4,22) a vylepšená převodovka (stále však čtyřstupňová). Podařilo se tak snížit spotřebu paliva.

## Odvozené modely

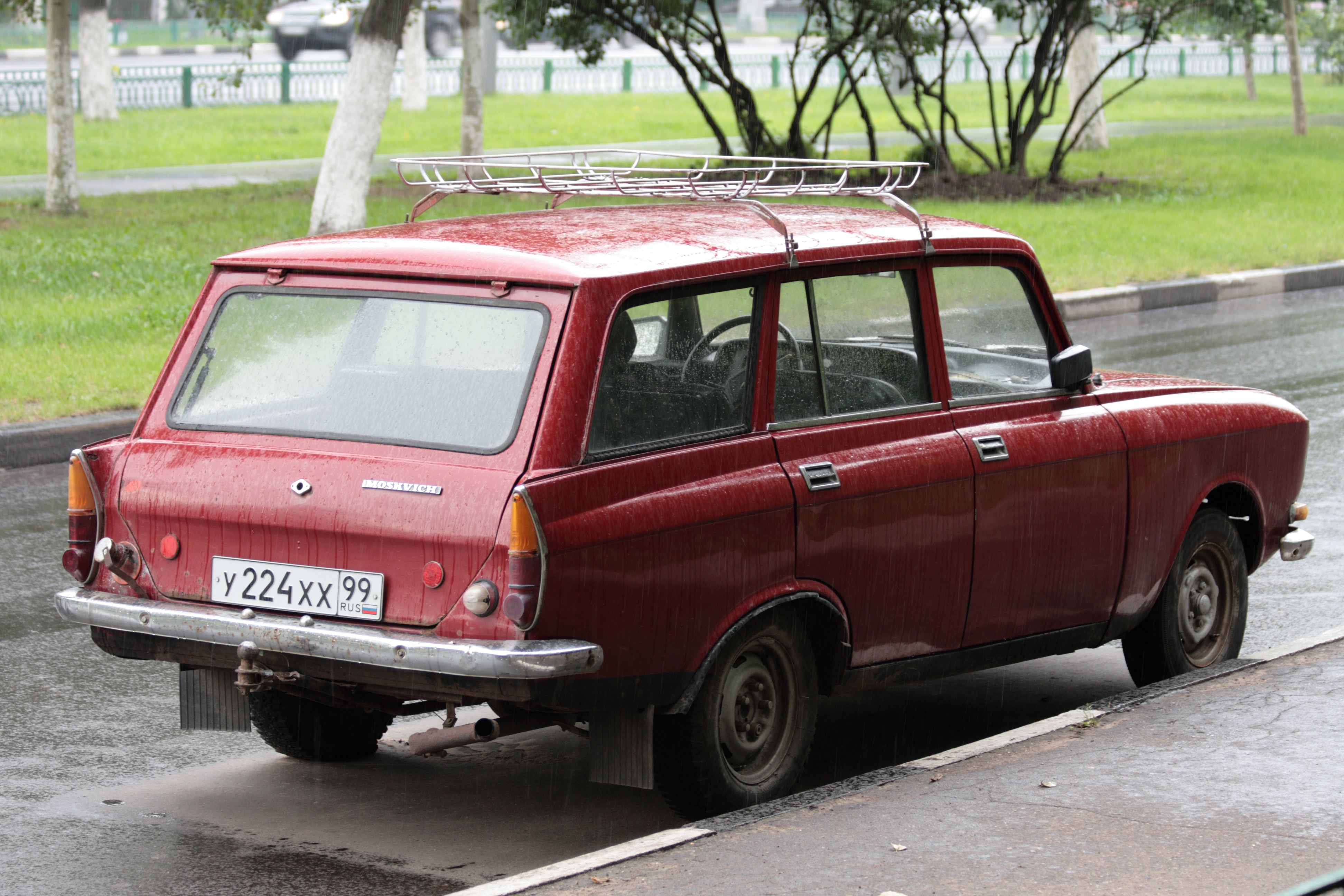
Moskvič 2137 zezadu

### Moskvič 2137
Moskvič 2137 bylo kombi odvozené od Moskviče 2140. Vyráběl se od roku 1976 do roku 1985.

### Moskvič 2734
Moskvič 2734 byl užitkový vůz vyráběný podle Moskviče 2140 od roku 1976 do roku 1981.

### Moskvič 2315
Moskvič 2315 byl pickup vyráběný mezi lety 1984 a 1988.

### Další odvozené modely

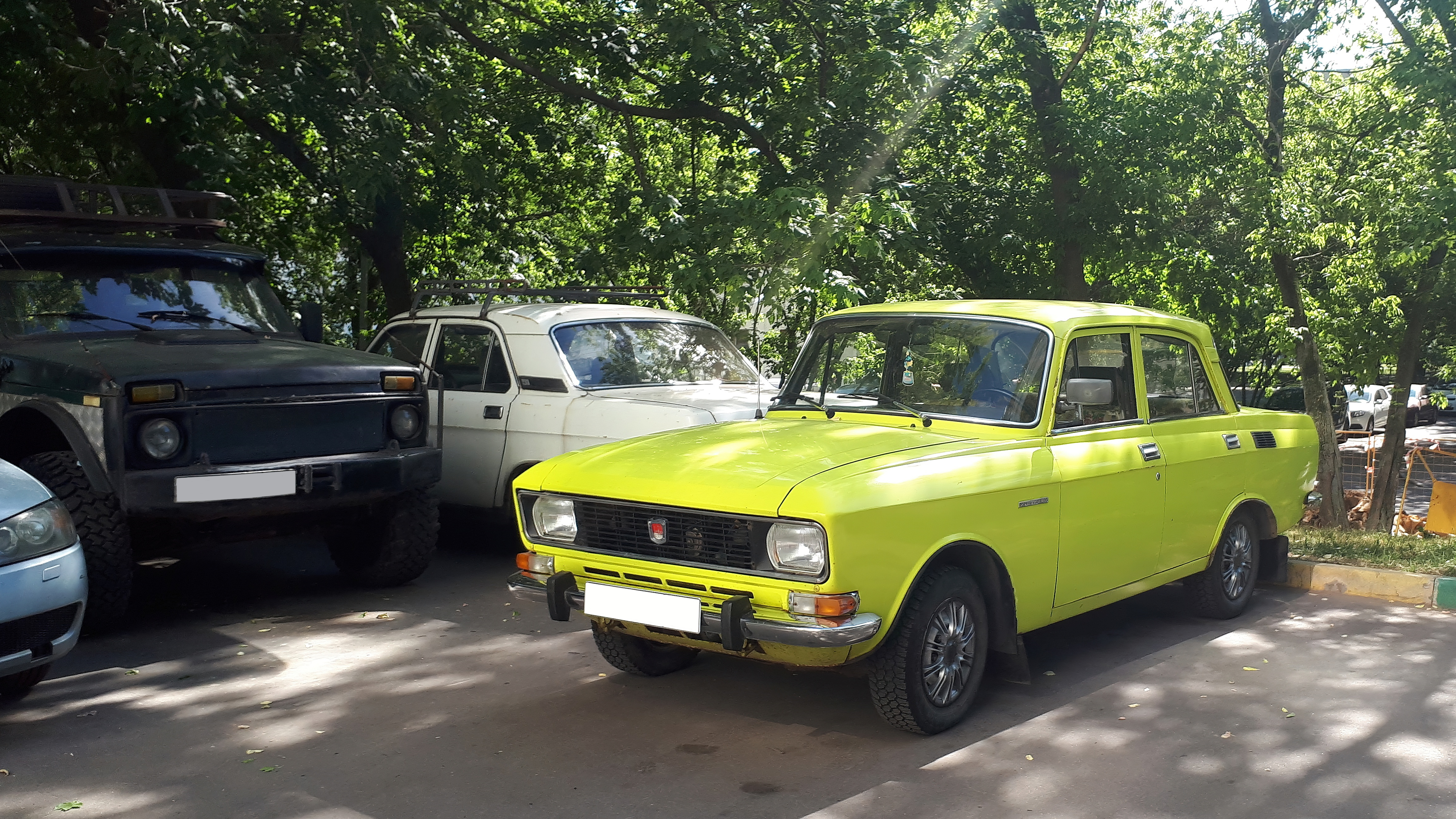

- Moskvič 2140D
- Moskvič 214006
- Moskvič 214007
- Moskvič 21403
- Moskvič 21406
- Moskvič 21401
- Moskvič 21402